# Georges Seurat
Georges-Pierre Seurat (Paris, 2 de dezembro de 1859 — Paris, 29 de março de 1891) foi um pintor e pioneiro do movimento pontilhista, também chamado divisionismo. A personalidade artística de Seurat era contraposta por qualidades supostamente opostas e incompatíveis: de um lado, a sua sensibilidade extrema e delicada; do outro, uma paixão pela abstração lógica e uma precisão matemática da mente. O seu maior trabalho, Uma Tarde de Domingo na Ilha de Grande Jatte (1884-1886), alterou a direção da arte moderna ao iniciar o Neo-impressionismo e é um dos ícones da pintura do século XIX.

## Biografia

### Família
Seurat nasceu em Paris em 1859, na 60 rue de Bondy (atual rue René Boulanger). A família Seurat se mudou para a 136 boulevard de Magenta (atual 110 boulevard de Magenta) em 1862 ou 1863. O seu pai, Antoine Chrysostome Seurat, nascido em Champagne, era um funcionário público que enriquecera explorando propriedades, e a mãe, Ernestine Faivre, era de Paris. Georges era o filho caçula da família, e tinha um irmão, Émile Augustin, e uma irmã, Marie-Berthe. O pai vivia em Le Raincy, um bairro do subúrbio da cidade, e visitava a esposa e filhos uma vez por semana.
Seurat começou a estudar arte na École Municipale de Sculpture et Dessin, que era comandada pelo escultor Justin Lequien. Em 1878, ele ingressou na Escola Superior de Belas Artes de Paris, onde foi aluno do retratista Henri Lehmann. Lá, seguiu a formação acadêmica clássica, desenhando a partir de esculturas antigas e copiando rascunhos de mestres antigos. A educação formal de Seurat acabou em novembro de 1879, quando ele abandonou a Escola de Belas Artes para um ano de serviço militar.
Depois do período na Academia Militar de Brest, ele retornou a Paris, onde dividiu um estúdio com o amigo Aman-Jean, enquanto também alugava um apartamento na 18 rue de Chabrol. Durante os próximos dois anos, ele tentou dominar a técnica do desenho monocromático. Um desenho de Aman-Jean, feito com giz Conté, feito de grafite e carvão misturados com cera, foi o seu primeiro trabalho a ser incluído em uma exibição, durante o Salão de 1883. Na época, ele também se dedicou a aprofundar o estudo das obras do francês Eugène Delacroix, especialmente no que diz respeito ao uso das cores em seu trabalho.
Georges Seurat compartilhou o objetivo de Cézanne de transformar o Impressionismo em algo sólido e durável. Sua carreira foi tão breve a de Masaccio, e o que ele realizou foi igualmente impressionante. O artista dedicou seus esforços a poucos quadros de grandes dimensões, para os quais fez uma infindável série de estudos preliminares. Esse método reflete a sua crença de que a arte deve basear-se em um sistema.
Estudo recente sugere que o Neo-impressionismo de Seurat e de Paul Signac foi influenciado por técnicas de mosaico aplicadas a pintura com base nos escritos de John Ruskin:
'Ao preencher seu trabalho, tente educar seu olho para perceber diferenças de matiz […], e coloque-as deliberadamente como cores separadas, como faz um mosaicista [...] para que elas se encaixem perfeitamente bola com bola.'

## Obras
- Angélica no rochedo (1878)
- Le Chahut (1889)
- O Canal de Gravelines (1890)
- O Circo (1890-1891)
- O Jardineiro (1882)
- Jovem maquilhando-se (1889-1890)
- As Modelos (1887-1888)

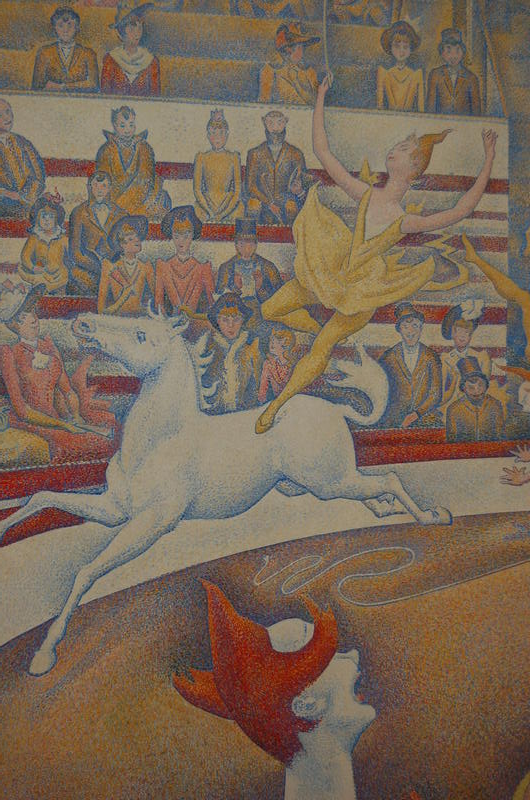
"La voltigeuse" Detalhe de O Circo (1890-1891)

- Tarde de Domingo na Ilha de Grande Jatte (1884)
- Torre Eiffel  (1889)
- Um banho em Asnières (1884)